# 虎之門
虎之門（日语：／ Toranomon */?）是東京都港區的町名，分為虎之門一丁目至虎之門五丁目。2013年（平成25年）7月1日為止的區域人口為2,929人。郵遞區號105-0001。

## 地理
虎之門位於港區北部、芝地區（舊芝區）北端。

## 歷史

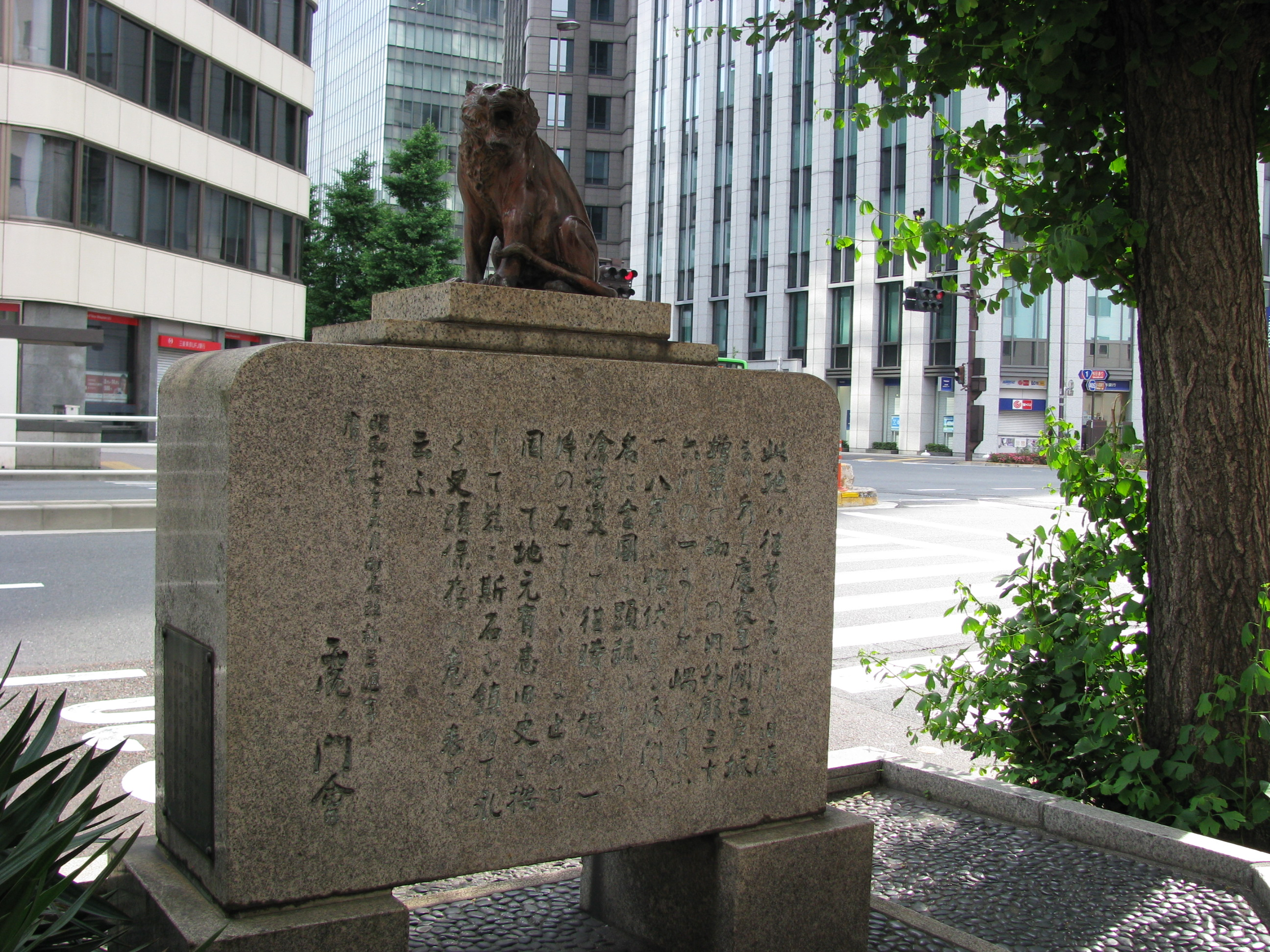
虎之門的石碑（2010年6月6日）

「虎之門」是江戶城南端（現在的虎之門交差點附近）的門名，明治6年（1874年）門撤除後，周邊地區、交差點名與都電、地下鐵銀座線的站名仍繼續延用。虎之門最早用於地名是在昭和24年（1949年）。
現在的虎之門是昭和52年（1977年）住居表示實施後由芝西久保地區、芝神谷町為中心所成立的新町。

### 地名由來
源自皇居周邊的城門「虎之門」。

### 沿革

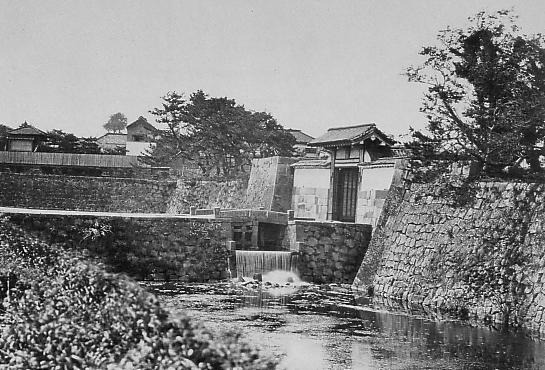
地名由来的虎之門

- 江戸時代、現在的虎之門一帶是麻布台地與愛宕山間的低地，稱為西久保。西久保的大部分地區為武家地、寺社地。
- 寛文2年（1662年），西久保城山町的住民移往武藏野、開拓新西久保村（西窪村、現在東京都武藏野市西久保）。
- 元禄9年（1696年），組屋敷地區成立新的神谷町。此外元祿時期，西久保地區成立西久保車坂町、西久保新下谷町、西久保同朋町等町。
- 明治元年（1868年），東京府成立，西久保地区劃入東京府。
- 明治2年（1869年），西久保地區町域變更，西久保車坂町、西久保新下谷町、西久保天德寺門前合併為西久保巴町，西久保同朋町、芝富山町、芝北新門前町合併為西久保廣町。另外寺社地成立西久保八幡町，武家地成立西久保明舟町。
- 明治3年（1870年），虎之門內側的幕府御用屋敷敷地成為今入町（後的芝虎之門町）。
- 明治5年（1873年），武家地成立琴平町、西久保櫻川町、西久保城山町。
- 明治6年（1874年），虎之門撤除。
- 明治11年（1878年），芝區成立，西久保地區劃屬東京府芝區。
- 明治22年（1889年）5月1日，東京市成立，西久保地區劃屬東京市芝區。
- 大正12年（1923年）12月27日，虎之門交差點附近發生虎之門事件。
- 昭和13年（1938年）11月18日，地下鐵虎之門站開業。
- 昭和22年（1947年），芝區與赤坂區、麻布區合併成立港區。西久保地區的町名冠上「芝」。
- 昭和24年（1949年），芝今入町改稱芝虎之門（現在的虎之門一丁目一番地）。首度採用「虎之門」作為町名。
- 昭和39年（1964年）3月25日，芝神谷町的地下鐵神谷町站開業。
- 昭和52年（1977年）9月1日，住居表示實施。大部分西久保地區與近鄰的芝神谷町、芝虎之門、赤坂葵町合併成立現在的虎之門。

## 住居表示實施前後的町名變遷
| 實施後       | 實施年月日   | 實施前（各町名部分地區）                         |
| ------------ | ------------ | ------------------------------------------------ |
| 虎之門一丁目 | 1977年9月1日 | 芝虎之門、芝琴平町、芝西久保櫻川町               |
| 虎之門二丁目 | 1977年9月1日 | 芝西久保明舟町、赤坂葵町                         |
| 虎之門三丁目 | 1977年9月1日 | 芝西久保巴町、芝西久保廣町                       |
| 虎之門四丁目 | 1977年9月1日 | 芝西久保城山町、芝葺手町、麻布市兵衛町一丁目     |
| 虎之門五丁目 | 1977年9月1日 | 芝神谷町、芝西久保八幡町、芝西久保廣町、芝仙石町 |

## 圖片

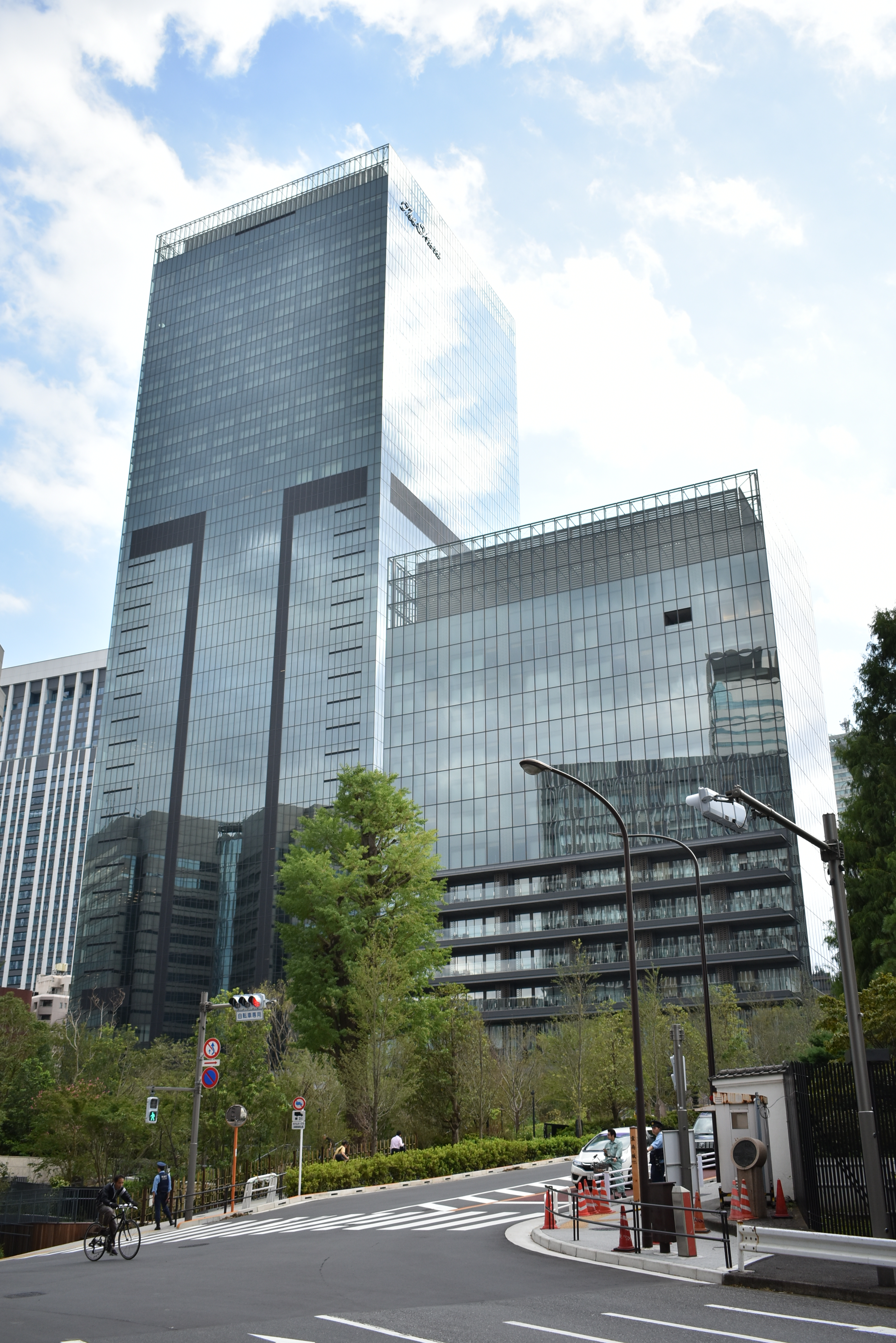
東京大倉飯店
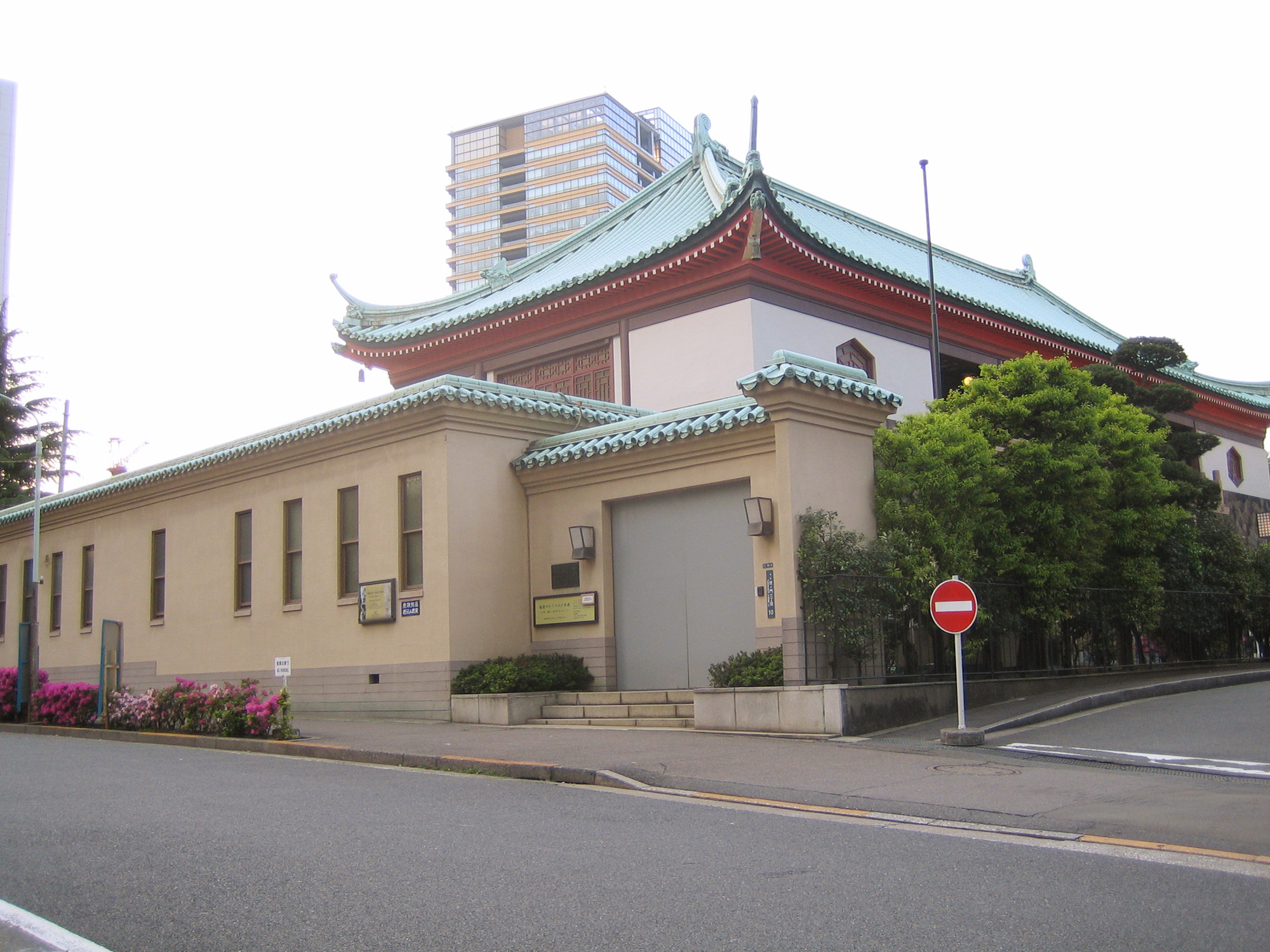
大倉集古館
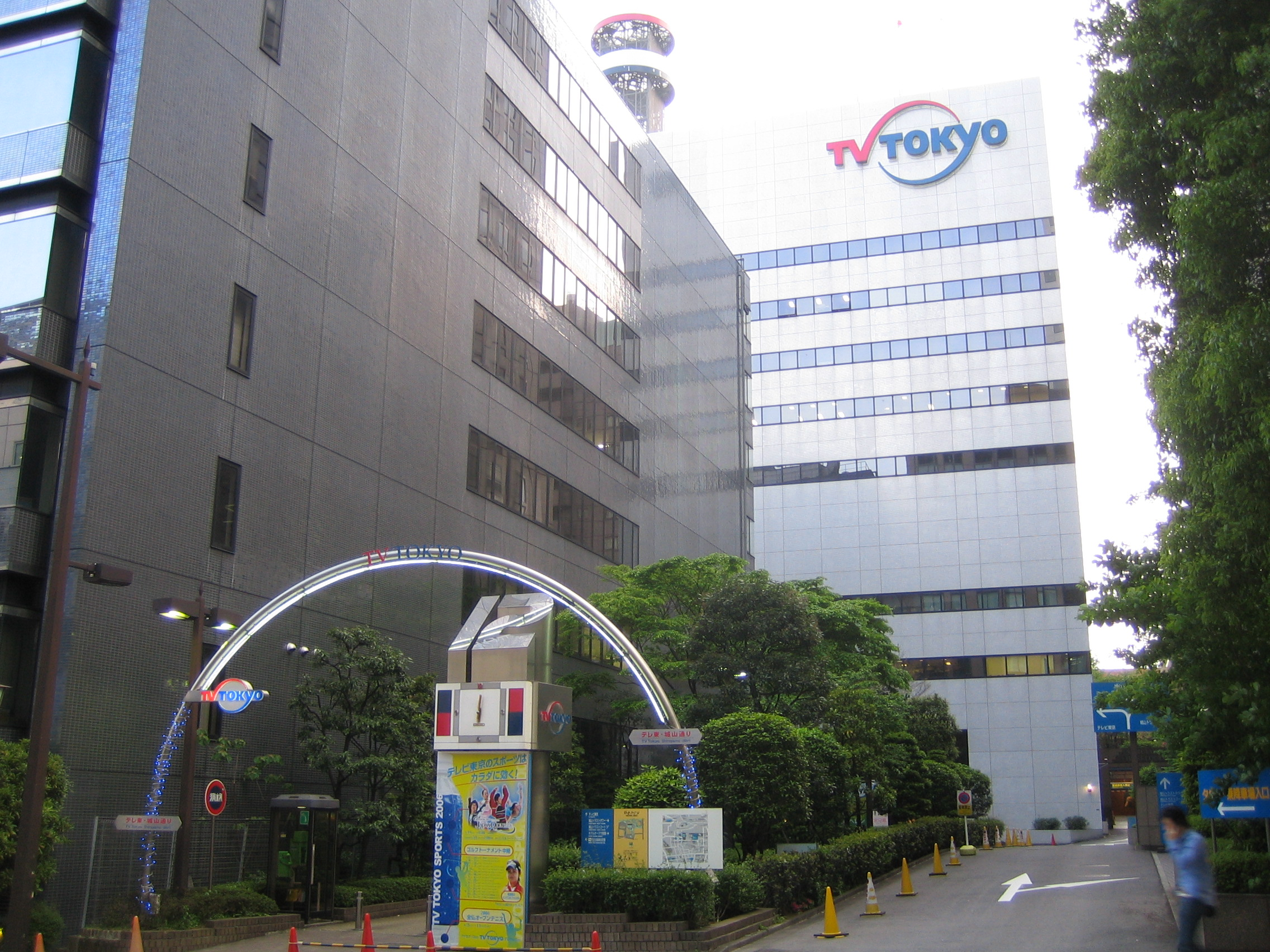
日經虎之門別館
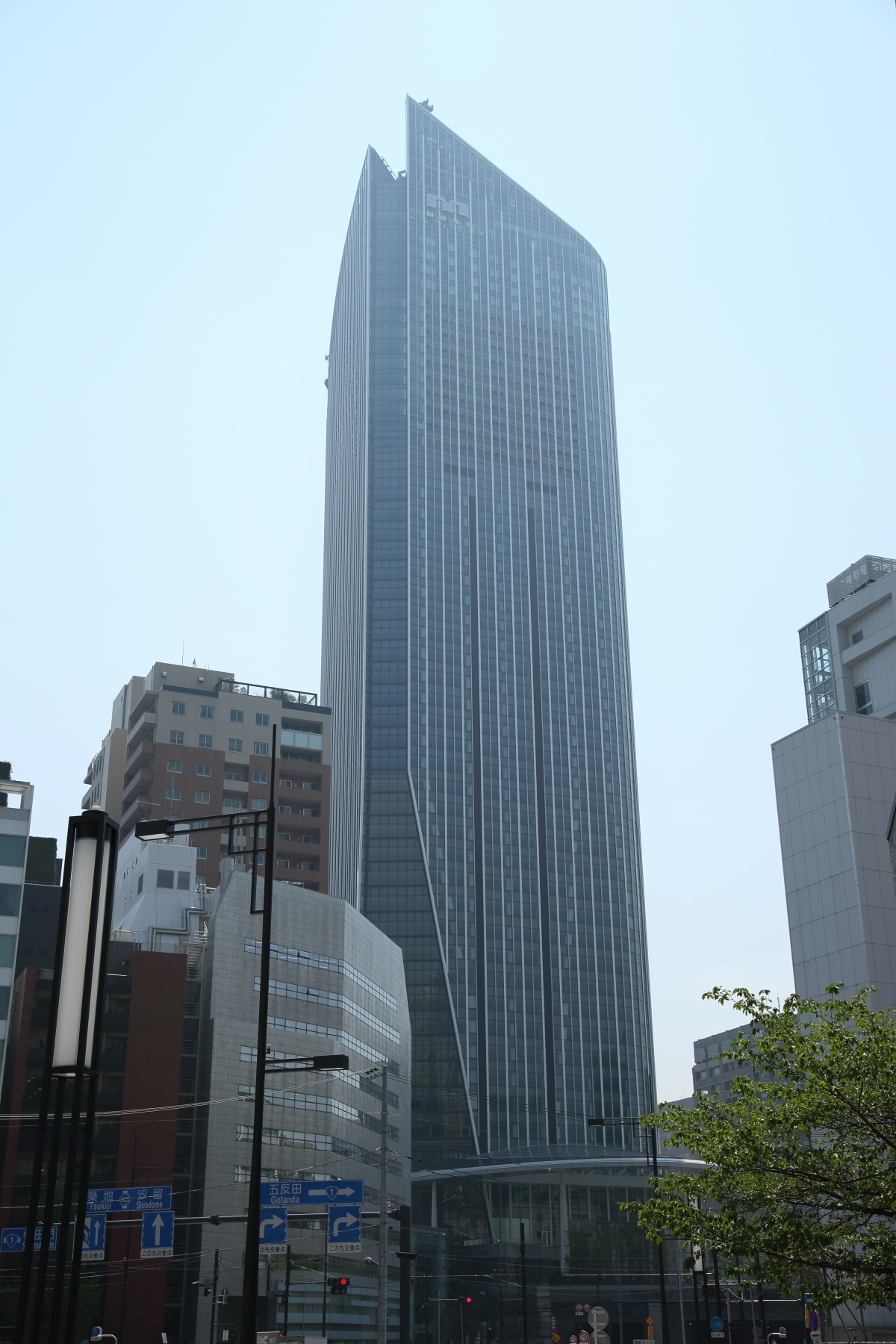
虎之門之丘
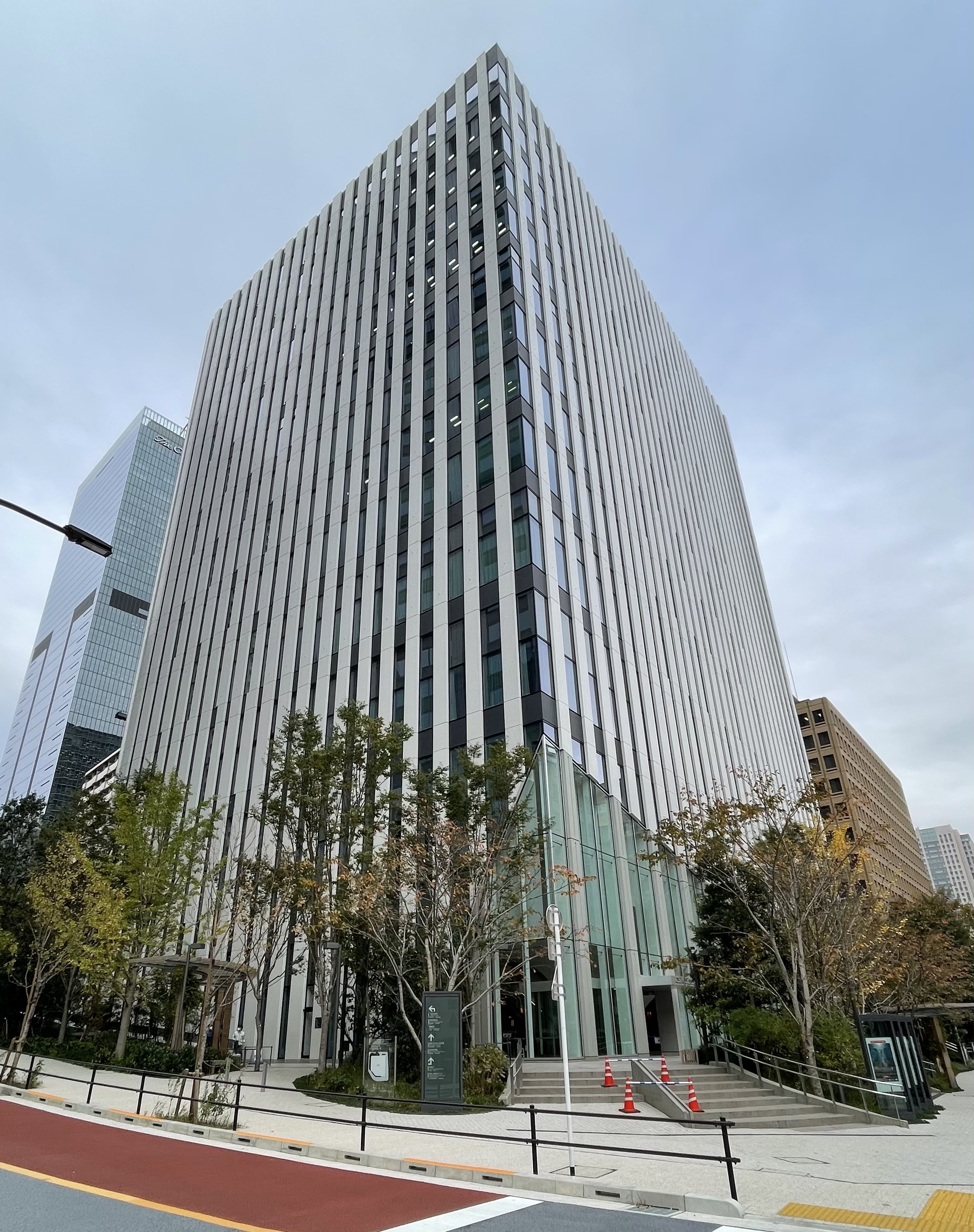
氣象廳